# Art Heist
Art Heist és un telefilm estatunidenc dirigit per Bryan Goeres i difós l'any 2004. Ha estat doblat al català

## Argument
Una tela d'El Greco ha estat robada; l'agent del propietari, Sandra Walker, col·labora amb la policia per buscar qui hauria pogut cometre aquest primer robatori, que esdevé el primer d'una sèrie. De tornada a Espanya, Sandra troba un amor de joventut, expert també en pintura. Aquests retrobaments estan molt lligats a tot l'afer dels robatoris.

## Repartiment
- William Baldwin: Bruce Walker
- Ellen Pompeo: Sandra Walker
- Simón Andreu: Maximov
- Ed Lauter: Victor Boyd
- Abel Folk: Daniel Marí
- Andrés Herrera: Fernando
- Damià Plensa: Cèsar
- Roger Delmont: Héctor
- Diego Martín: Josep
- Madison Goeres: Alison Walker